# Guadassuar
Guadassuar és un municipi del País Valencià situat a la comarca de la Ribera Alta.
Limita amb els municipis d´Alzira, l'Alcúdia, Algemesí, Alginet, Benimodo, Carlet, Massalavés, Tous, Montortal i el Ressalany. Té una àrea de 35,29 km² i 5.992 habitants el 2024.

## Geografia
Les 42.218 fanecades del municipi són regades per la Séquia Reial del Xúquer i pel riu Magre, afluent del Xúquer i estan poblats amb vegetació típicament mediterrània, carrasca, alzina, pi, garriga, romaní, margalló, etc.
La superfície del terme és plana i tot just s'eleva per la seva banda sud, destacant la muntanya denominada La Garrofera. El terreny és de naturalesa argilenca, format pels sediments que han deixat els al·luvions dels rius Magre i Xúquer, especialment, del primer.

## Història
L'origen del topònim Guadassuar és àrab, si bé existixen dues interpretacions sobre el seu significat: d'una banda, wadi asuad, que significa ‘riu negre’ i, de l'altra, de wadi suar, ‘la part més plana d'allà el riu’. No obstant això, l'existència al terme municipal prové de les primeries del xvii, d'un llogaret anomenat Tarragona, de fundació romana, en testimonia també el pas.
El 1242, amb motiu de la rendició d'Alzira, Guadassuar, com a propietat d'aquella, passa a l'òrbita cristiana amb la condició que foren respectats els seus costums, llengua i religió, circumstància que explica que el lloc no figure en el Llibre del Repartiment. De tota manera, les contínues baralles amb els cristians es va traduir en una emigració dels musulmans cap a altres poblacions, i la seua total ocupació per cristianes (sentència de Jaume I de 1246, el primer document escrit al municipi), la qual cosa obligà a repoblar en 1270 amb 39 cristians vinguts del Principat, d'Aragó i de Navarra, principalment. Durant les Germanies va sofrir diversos saqueigs. Pertanyé sempre a la Corona, sota la jurisdicció d'Alzira fins al 1581, en què Felip II, per privilegi de 22 de desembre, li concedí la independència municipal amb el títol de reial universitat, previ pagament de 5.000 ducats.
L'any 1731 obtingué del rei Felip V el títol de vila reial, que li va costar 3.000 pesos.
Segons Cavanilles, el 1795 produïa arròs, seda, blat, dacsa, ordi, vi, oli i hortalisses. A hores d'ara continua sent una vila agrícola, dedicada al conreu dels cítrics i caquis, a més dels conreus residuals de secà, com l'olivera i la garrofera.

## Demografia
| 1990  | 1992  | 1994  | 1996  | 1998  | 2000  | 2002  | 2004  | 2006  | 2007  | 2008  | 2009  | 2010  | 2012  | 2014  | 2016  | 2018  | 2020  | 2022  | 2024  |
| ----- | ----- | ----- | ----- | ----- | ----- | ----- | ----- | ----- | ----- | ----- | ----- | ----- | ----- | ----- | ----- | ----- | ----- | ----- | ----- |
| 5.516 | 5.375 | 5.430 | 5.415 | 5.362 | 5.331 | 5.423 | 5.568 | 5.830 | 5.943 | 6.160 | 6.163 | 6.067 | 6.115 | 5.928 | 5.898 | 5.914 | 5.902 | 5.910 | 5.992 |

## Política i govern

### Composició de la corporació municipal
El Ple de l'Ajuntament està format per 13 regidors. En les eleccions municipals de 26 de maig de 2019 foren elegits 5 regidors del Partit Popular (PP), 5 de Compromís per Guadassuar (Compromís) i 3 del Partit Socialista del País Valencià (PSPV-PSOE).
El Ple de l'Ajuntament està format per 13 regidors. En les eleccions municipals del 28 de maig del 2023 foren elegits 7 regidors del Partit Popular (PP), 3 d'Acord per Guanyar (Compromís en coalició amb diversos forces polítiques) i 3 del Partit Socialista del País Valencià (PSPV-PSOE).
| Eleccions municipals de 28 de maig de 2023 - Guadassuar                                                       |                                          |                                     |                                     |        |          |          |
| Candidatura                                                                                                   | Candidatura                              | Candidatura                         | Cap de llista                       | Vots   | Vots     | Regidors |
| | Partit Popular                           |                                     | Vicent Estruch Bellver              | 1.711  | 47,92%   | 7 (+2)   |
| | Acord per Guanyar                        |                                     | Salvador Montañana Sanz             | 842    | 23,58%   | 3 (-2)   |
| | Partit Socialista del País Valencià-PSOE |                                     | Teresa Fuentes Raga                 | 852    | 23,58%   | 3 ()     |
| | EUPV: Endavant                           |                                     |                                     | 141    | 3,94     |          |
| | Vots en blanc                            |                                     |                                     | 34     | 0,96%    |          |
| Total vots vàlids i regidors                                                                                  | Total vots vàlids i regidors             | Total vots vàlids i regidors        | Total vots vàlids i regidors        | 3.536  | 100 %    | 13       |
| | Vots nuls                                | Vots nuls                           | Vots nuls                           | 62     | 1,7%     |          |
| Participació (vots vàlids més nuls)                                                                           | Participació (vots vàlids més nuls)      | Participació (vots vàlids més nuls) | Participació (vots vàlids més nuls) | 3.632  | 80,03%** |          |
| Abstenció | Abstenció                                | Abstenció                           | Abstenció                           | 1.004* | 22,18%** |          |
| Total cens electoral                                                                                          | Total cens electoral                     | Total cens electoral                | Total cens electoral                | 4.526* | 100 %**  |          |
| Alcalde: Vicent Estruch Bellver (PP) (07/07/2023) Per majoria absoluta dels vots dels regidors (7 vots de PP) |                                          |                                     |                                     |        |          |          |
| Fonts: Ara (* No són vots sinó electors. ** Percentatge respecte del cens electoral.)                         |                                          |                                     |                                     |        |          |          |

### Alcaldes
A partir del 2019 l'alcalde de Guadassuar va ser Salvador Montañana Sanz (Compromís), després de guanyar la moció de censura que presentaren Compromís i el PSPV l'11 de juliol contra Vicent Estruch (PP), que havia sigut proclamat alcalde el 15 de juny. L'alcaldia de Vicent Estruch només va durar 39 dies. Posteriorment, va cloure la legislatura Rosa Almela Ribes (PSPV-PSOE), com a resultat del pacte de la moció de censura.
Després de les eleccions del 2023, arriba a l'alcaldia Vicent Estruch Bellver (PP) amb majoria absoluta (7 regidors).
| Període                       | Alcalde o alcaldessa                                             | Partit polític         | Data de possessió                           | Observacions        |
| ----------------------------- | ---------------------------------------------------------------- | ---------------------- | ------------------------------------------- | ------------------- |
| 1979–1983                     | Vicente Barrios Rosell (1979-1983) Manuel Lafarga Pals (1983)    | GI                     | 19/04/1979                                  | --                  |
| 1983–1987                     | Manuel Vicente Segura García                                     | AP-PDP-UL-UV           | 28/05/1983                                  | --                  |
| 1987–1991                     | José Ribera Añó                                                  | GI                     | 30/06/1987                                  | --                  |
| 1991–1995                     | Vicente Roig Llobell                                             | PSPV-PSOE              | 15/06/1991                                  | --                  |
| 1995–1999                     | José Ribera Añó                                                  | PP                     | 17/06/1995                                  | --                  |
| 1999–2003                     | José Ribera Añó                                                  | PP                     | 03/07/1999                                  | --                  |
| 2003–2007                     | José Ribera Añó                                                  | PP                     | 14/06/2003                                  | --                  |
| 2007–2011                     | José Ribera Añó                                                  | PP                     | 16/06/2007                                  | --                  |
| 2011–2015                     | José Ribera Añó                                                  | PP                     | 11/06/2011                                  | --                  |
| 2015–2019                     | Salvador Montañana Sanz                                          | Compromís              | 13/06/2015                                  | --                  |
| 2019-2023                     | Vicent Estruch Bellver Salvador Montañana Sanz Rosa Almela Ribes | PP Compromís PSPV-PSOE | 15/06/2019 23/07/2019 15/02/2022-07/07/2023 | Moció de censura -- |
| Des de 2023                   | Vicent Estruch Bellver                                           | PP                     | 07/07/2023                                  | --                  |
| Fonts: Generalitat Valenciana |                                                                  |                        |                                             |                     |

## Economia
El sòl conreat és gairebé tot de regadiu, amb una xifra que arriba fins a les 25.000 fanecades, amb aigua de la Séquia Reial del Xúquer i de pous, i en ell es conreen tarongers i altres fruiters com presseguers, pruneres i albercoquers, així com hortalisses, cacauets, blat i blat de moro. A partir del segle XIXel conreu de secà va es va anar substituint pels cítrics, i el cultiu d´arròs va deixar de tenir importància fins al dia de hui, que està gairebé anul·lat. L'escàs terreny de secà es dedica a la vinya, garroferes, ametllers i oliveres. Hi ha ramaderia llanar i bovina, així com la domèstica pròpia de mitjans rurals.

## Clima
Els estius són humits i calorosos i, durant el mes d'agost, la temperatura mitjana diürna ronda els 31 graus. Els hiverns, per contra, són secs i suaus. El mes més fred és el gener, amb temperatures mitjanes diürnes de 16 graus.
Quant a la pluja, els mesos amb més i menys precipitacions a Guadassuar són, respectivament, l'octubre, amb una mitjana de 40 mil·límetres de pluja, i el juliol, amb 4 mil·límetres.

## Vegetació
Guadassuar compta al seu terme amb La Garrofera, un bosc mediterrani, amb una altitud de 310 metres, que destaca per les garrofes. També estan presents els cítrics i les oliveres. L'arbre més simbòlic del municipi és el Pi Redó, que destaca per la seua grandària i antiguitat.

## Monuments
- Església de Sant Vicent Màrtir (BIC). Ja apareix citada en 1340, però l'edificació actual és de 1560, obra del picapedrer Joan Matalí.[8] Hi destaca la magnífica portada renaixentista exterior (1577-1578), del mateix equip. Al segle xviii, s'efectuaren reformes segons l'estil barroc a partir de 1730, entre les quals destaca la ceràmica valenciana dels sòcols. El campanar descansa sobre la torre àrab de l'alqueria de Guadassuar. Va ser declarada Bé d'Interès Cultural com a monument històric.
- Casa de la Pedra (Biblioteca Municipal). Antiga Cambra de Grans, edifici d'estil gòtic, construït en una data desconeguda, després reutilitzada com a Hospitalet. El 1904 es convertí en Convent de Monges de la Doctrina Cristina, que obriren escola de pàrvuls, sobretot adreçada a les xiquetes. L'any 2002, una vegada restaurat l'edifici, es va obrir com a nova Biblioteca Municipal. Va ser declarada Bé d'Interès Local.
- Ermita de Sant Roc. Construïda en 1648, per un vot de la població per salvar-se de la pesta de 1646-1647. Possiblement va ser destruïda durant la Guerra de Successió, perquè el 1710 es va reedificar. Finalment, entre 1768 i 1789 es va construir l'actual ermita. En el seu interior es pot contemplar el Crist de la Penya, una imatge barroca del segle xvii. Va ser declarada Bé d'Interès Local.
- El Cano de Guadassuar. És un sifó de la Séquia Reial del Xúquer construït al segle xv (documentat ja el 1387), quan arriba la séquia al riu Magre, per tal de regar el terme d'Algemesí.
- Alqueria Torre Borrero.[9] Situat a la carretera d'Alginet, va ser una propietat de la família Tortosa. Originalment era una paridera, un corral d'animals, a la vora del Camí Reial d'Alginet a Alzira, per Algemesí o Guadassuar. El 1849 es va construir la casa per als guardes i la torre. Va ser declarada Bé de Rellevància Local.

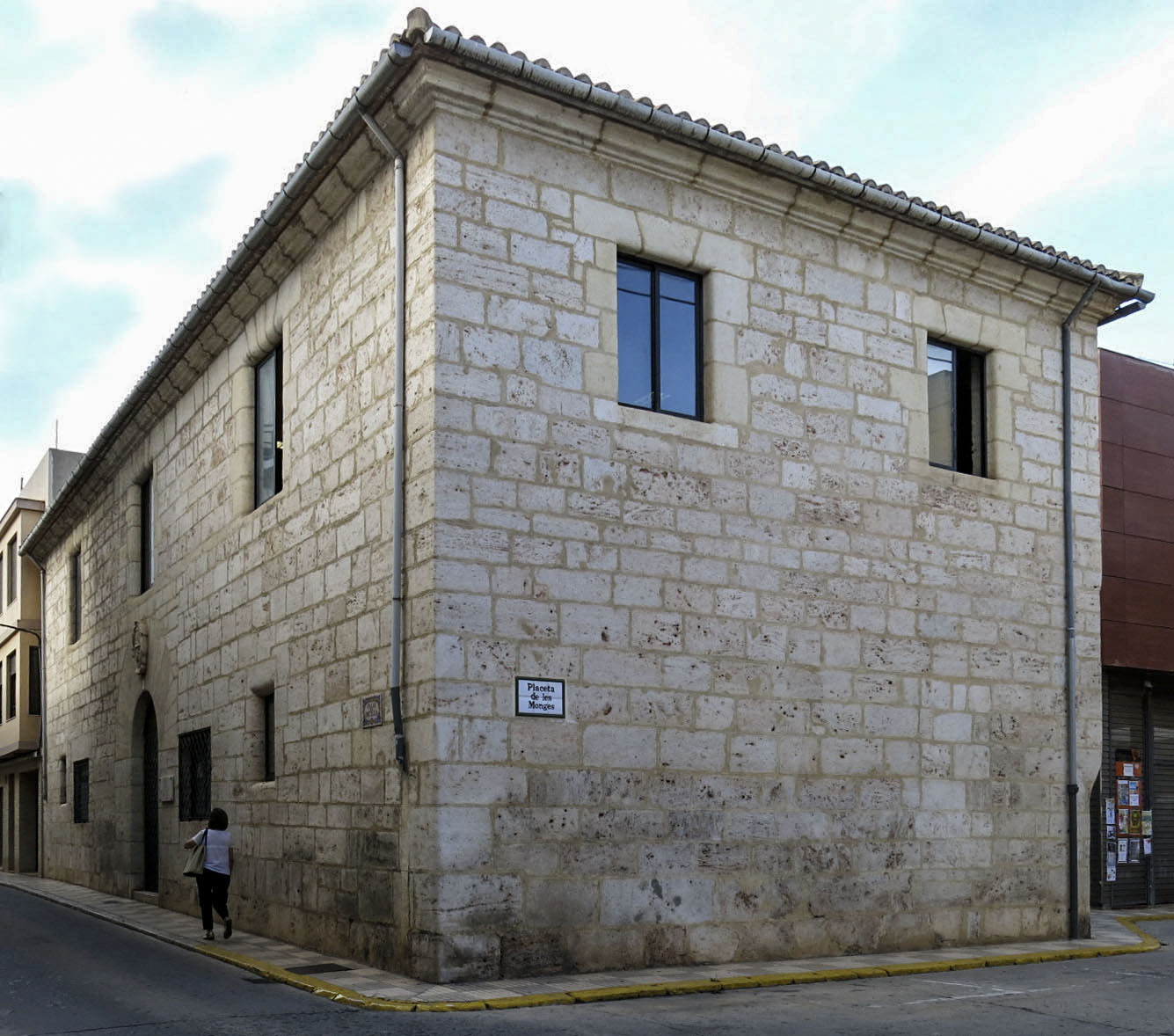
Antiga Cambra de Grans
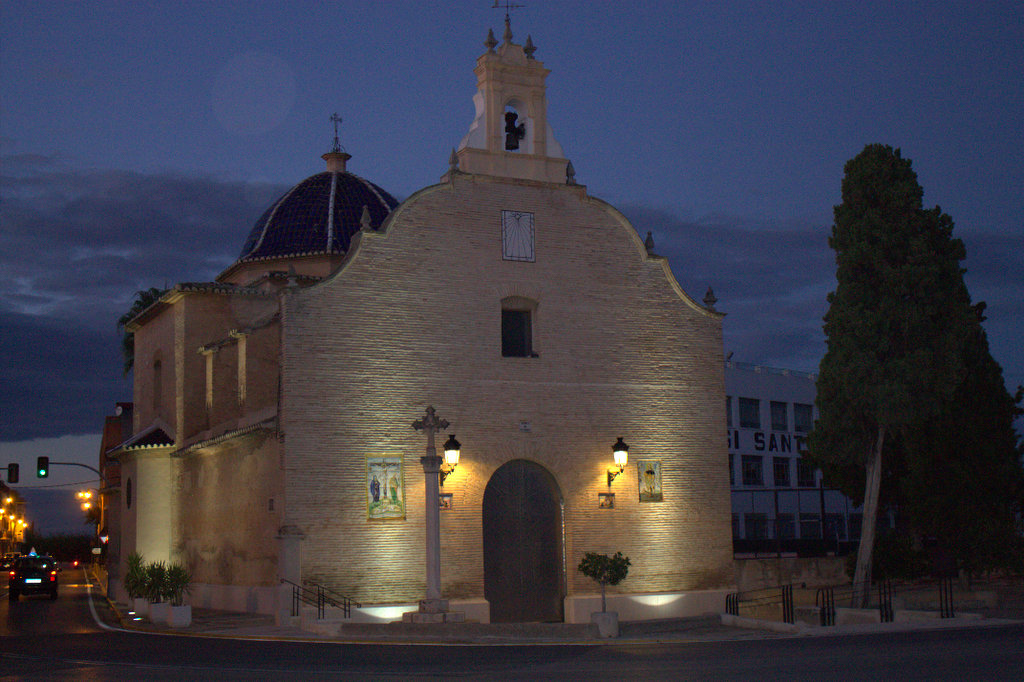
Ermita de Sant Roc
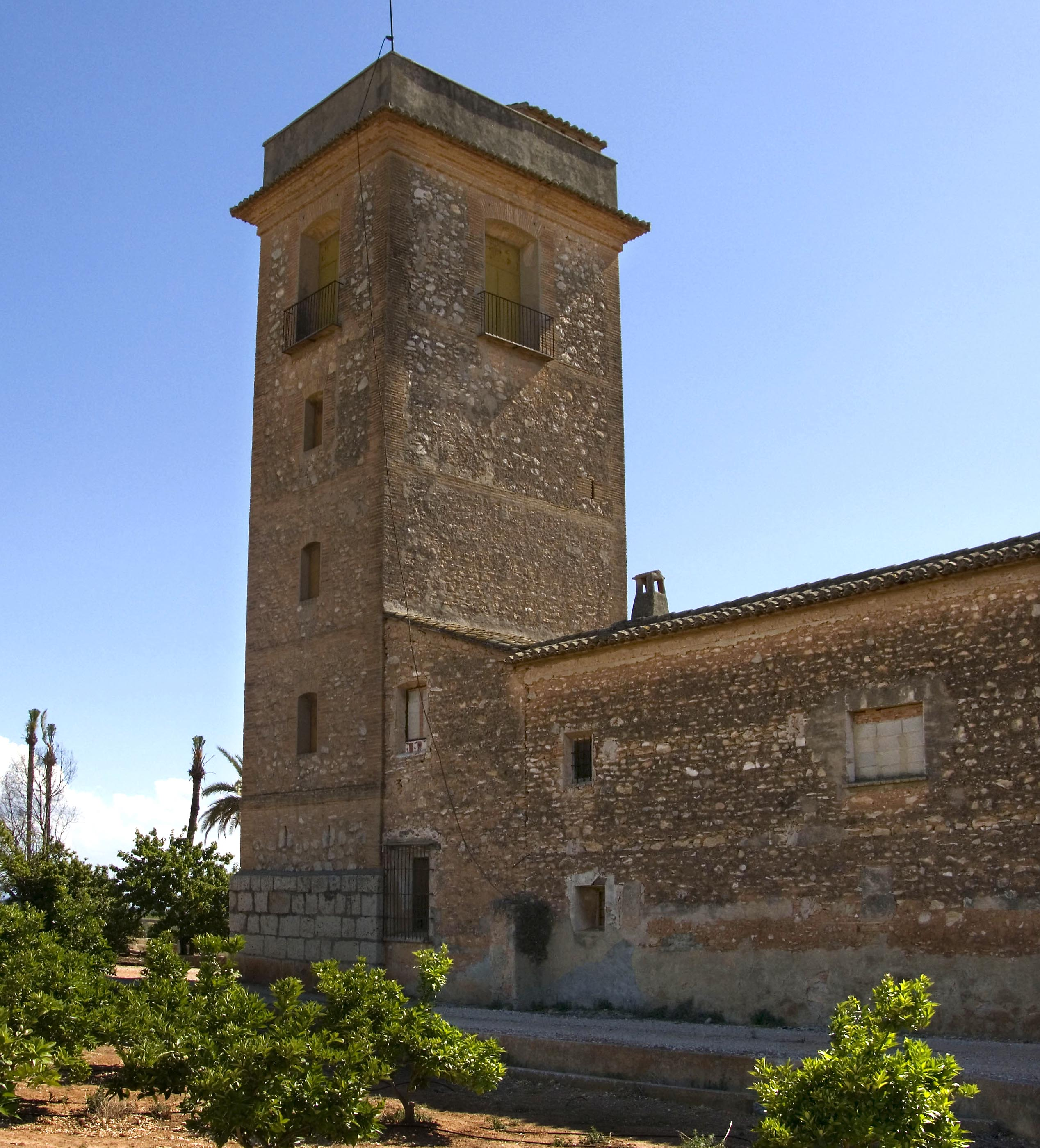
Alqueria Torre Borrero
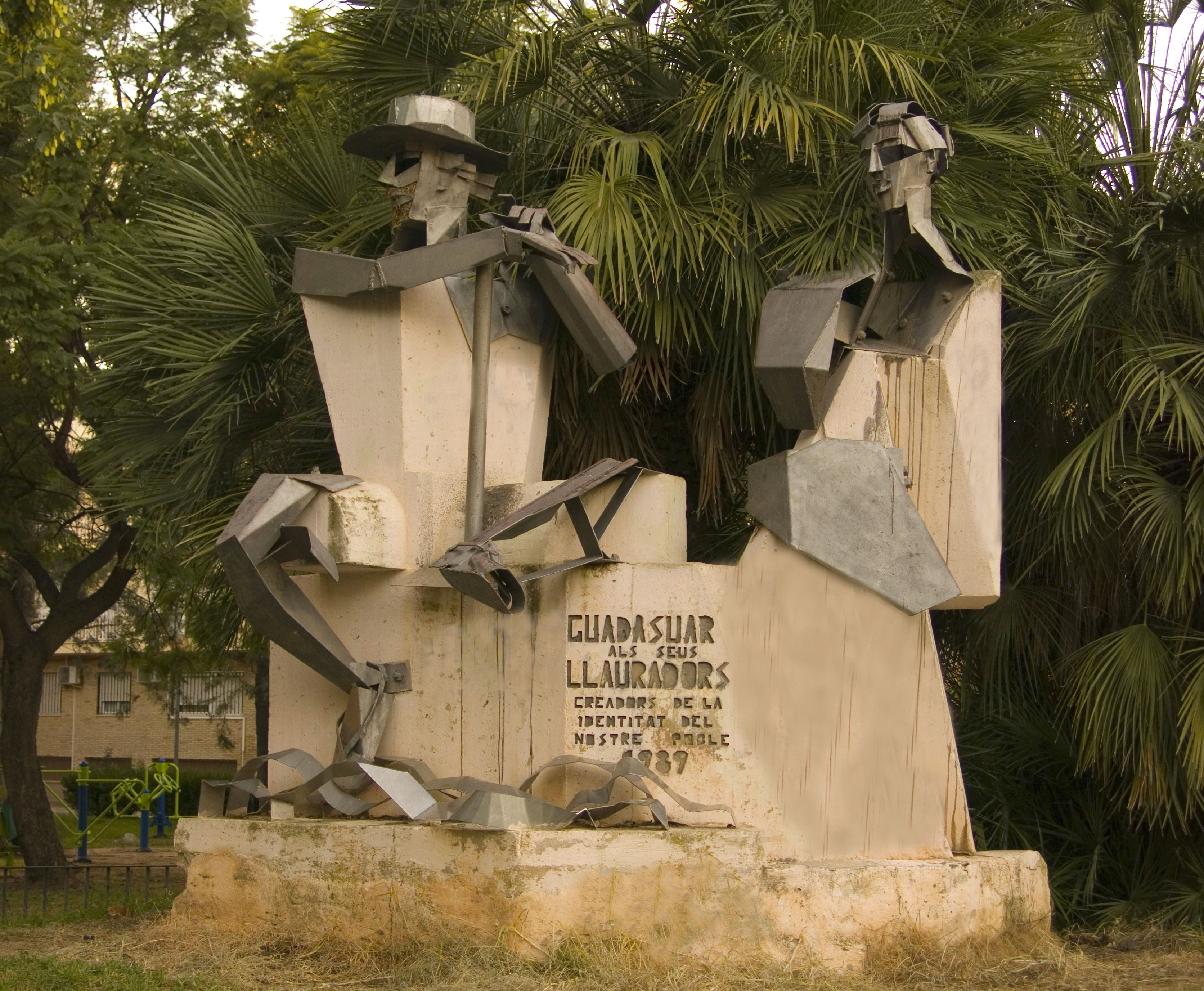
Monument als Llauradors
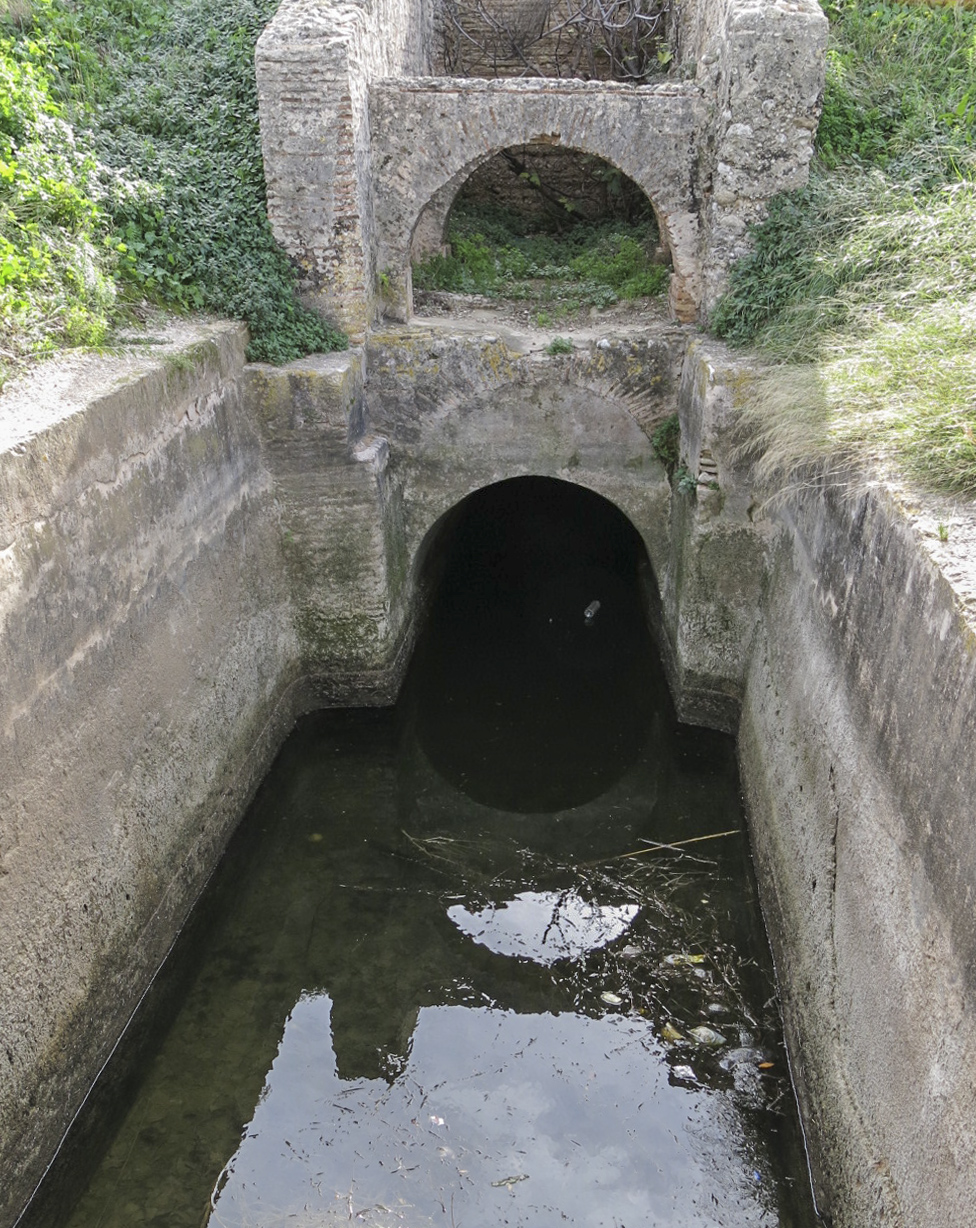
Cano de Guadassuar

## Festes i tradicions
La tradició musical a Guadassuar està documentada des del segle xvi i actualment està encarnada en la Societat Musical Santa Cecília.
La festa gran de l'hivern és el 22 de gener, en honor de Sant Vicent Màrtir, patró de Guadassuar, se celebra la tradicional Fira de Sant Vicent o Porrat de Sant Vicent, o simplement Fira de Guadassuar. La vespra, 21 de gener, té lloc la cavalcada de la Repartició de la Carn, costum d'origen medieval. I abans, l'antevespra, el dia 20 de gener, s'anuncia la festa amb el Toc del Retorn, un toc manual de campanes que havia desaparegut i es va restaurar per la Fira de l'any 2004.
El 6 d'agost, comencen les festes d'estiu, amb la festa en honor del Santíssim Crist de la Penya, copatró de la població.
Les Festes d'agost finalitzen l'última setmana sencera d'agost amb la Setmana de les danses de Guadassuar, festa declarada d'Interès Turístic el 1986. Durant tota la setmana, cada nit, en un carrer es balla la dansà. La llegenda retrau el seu origen al moment en què Jaume I el Conqueridor visità Guadassuar després de conquerir la ciutat de València. Fins fa un temps, en l'Ajuntament es conservava la cadira que li van traure perquè contemplara el ball que li havia preparat la gent de Guadassuar. És un ball encara viu i molt participatiu, que combina el ball pla, senzill, amb l'originalitat i creativitat en els vestits, que han de ser diferents cada dia, per això mai han sigut una festa folklòrica reconstruïda.

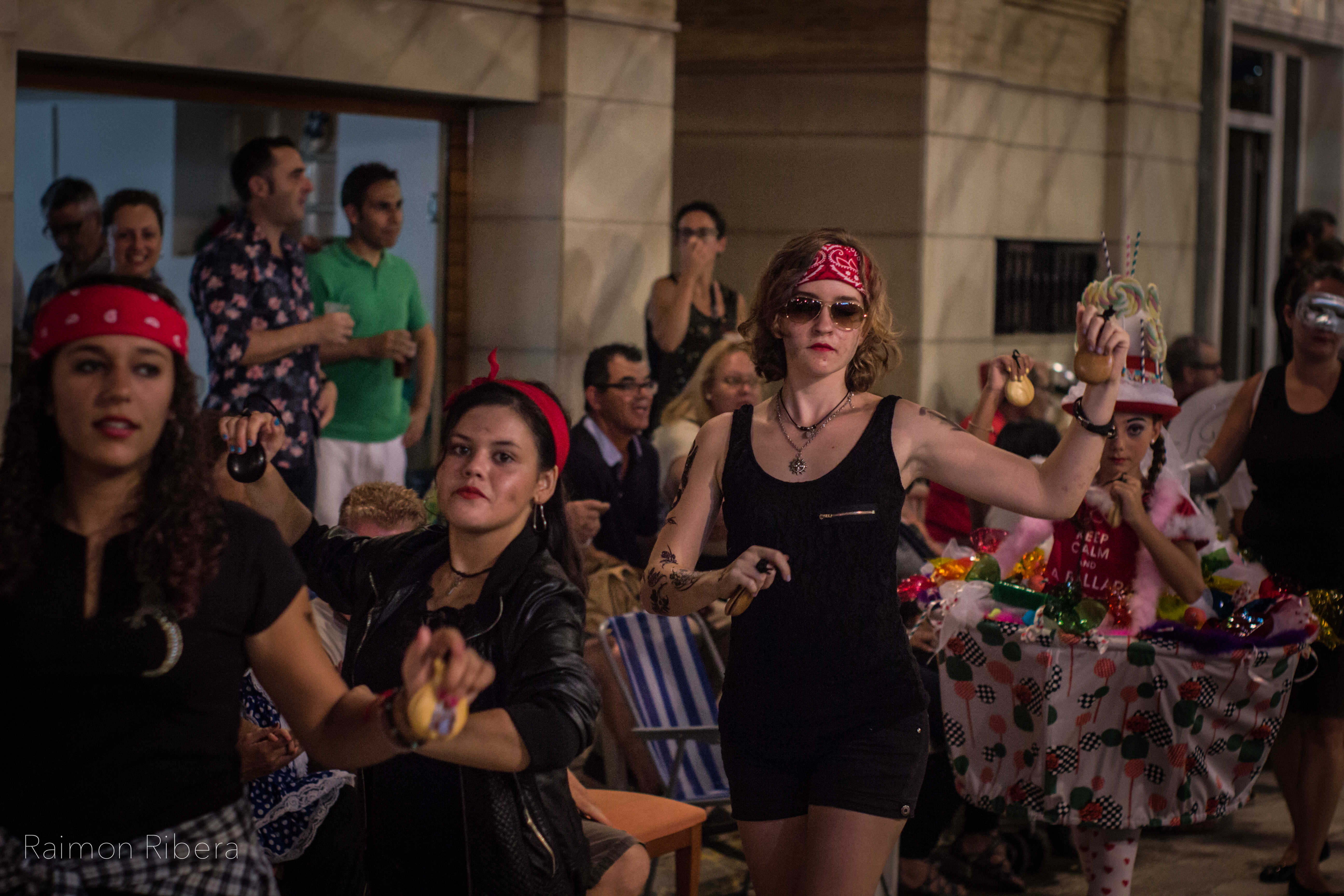
Danses de Guadassuar
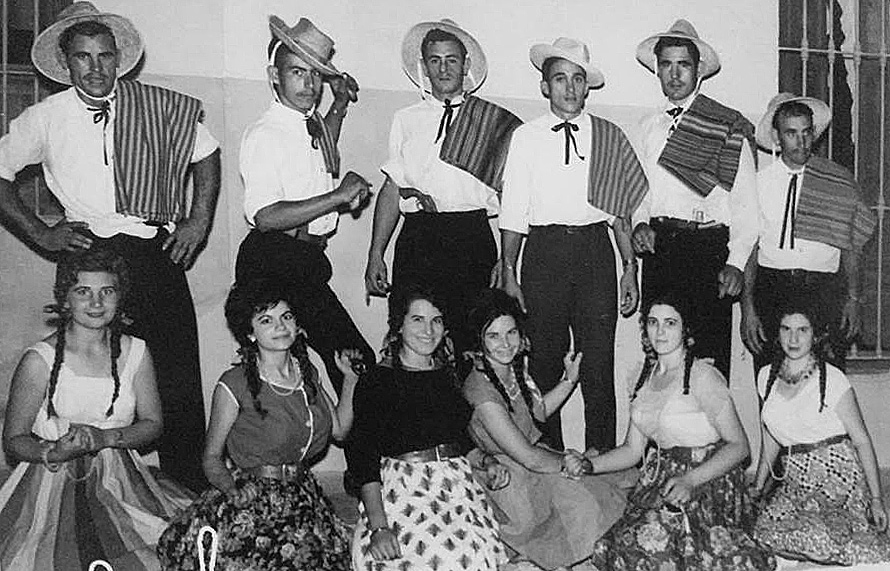
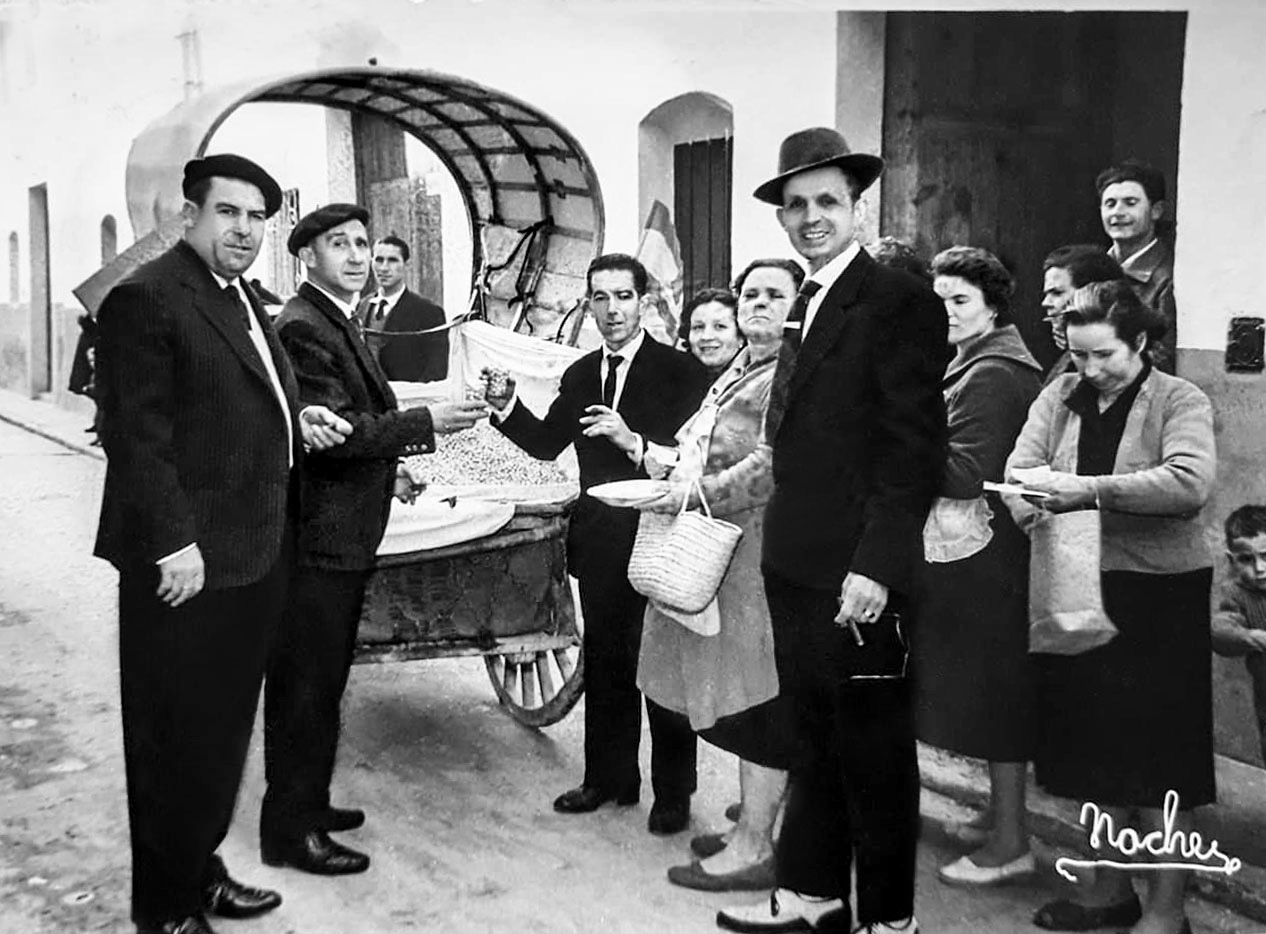
Repartició de la Carn, 1961
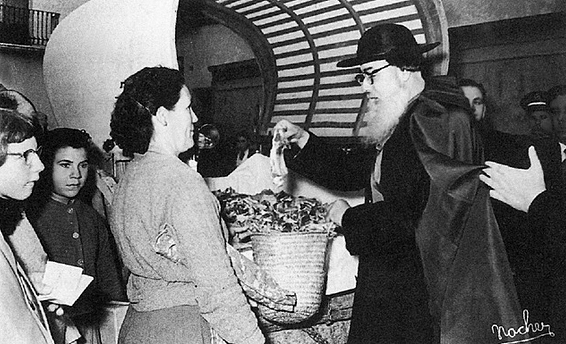

## Menjar tradicional
L'ingredient més típic a Guadassuar és, com a la resta de València, l'arròs. Entre les seues formes més populars està la paella, l'arròs al forn, el putxero o l'arròs del dilluns, que es fa amb les restes del putxero del dia anterior. No hi ha que oblidar els dolços valencians com la coca de llanda, les casques en festes de Reis, els pastissos d´atmella o les ¨fabioles¨, les coquetes de sagí, l'arnadí, o l'aigua de llimó a l'estiu.

## Educació i cultura
Guadassuar compta amb 4 centres educatius: l'escola infantil de primer cicle Prada, el CEIP Balmes, l'IES Didín Puig i el col·legi privat Sant Francesc.
Culturalment, el municipi gaudeix d´una biblioteca, un centre cultural i una emisora de ràdio anomenada Guadassuar Ràdio.

## Fills il·lustres
- Juan Cuevas Perales (Guadassuar, 1782 - † València, 1855), compositor i mestre de capella de la Catedral de València.
- Didín Puig i Grau (Guadassuar, 1927 - † Benimodo, 2019), periodista, escriptora i activista cultural.
- Choriza May (Guadassuar, 1991), és una intèrpret drag i, fora de drag, dissenyador gràfic i il·lustrador.